# Litoria purpureolata
Litoria purpureolata är en groddjursart som beskrevs av Oliver, Richards, Tjaturadi och Djoko Iskandar 2007. Litoria purpureolata ingår i släktet Litoria och familjen lövgrodor. IUCN kategoriserar arten globalt som otillräckligt studerad. Inga underarter finns listade i Catalogue of Life.